# Roncocreagris cambridgei
Roncocreagris cambridgei är en spindeldjursart som först beskrevs av Ludwig Carl Christian Koch 1873.  Roncocreagris cambridgei ingår i släktet Roncocreagris och familjen helplåtklokrypare. Inga underarter finns listade i Catalogue of Life.